# Юнацька збірна Гаїті з футболу (U-17)
Юнацька збірна Гаїті з футболу (U-17) — національна футбольна збірна Гаїті, що складається із гравців віком до 17 років. Керівництво командою здійснює Федерація гаїтянського футболу.
Головним континентальним турніром для команди є Юнацький чемпіонат КОНКАКАФ з футболу (U-17), успішний виступ на якому дозволяє отримати путівку на Чемпіонат світу (U-17). Також може брати участь у товариських і регіональних змаганнях. Протягом 1980-х років також функціонувала й у форматі U-16.

## Виступи на міжнародних турнірах

### Юнацький чемпіонат світу (U-17)
| Статистика чемпіонатів світу (U-17) | Статистика чемпіонатів світу (U-17) | Статистика чемпіонатів світу (U-17) | Статистика чемпіонатів світу (U-17) | Статистика чемпіонатів світу (U-17) | Статистика чемпіонатів світу (U-17) | Статистика чемпіонатів світу (U-17) | Статистика чемпіонатів світу (U-17) | Статистика чемпіонатів світу (U-17) |
| Рік                                 | Раунд                               | Місце                               | І                                   | В                                   | Н*                                  | П                                   | Г+                                  | Г-                                  |
| ----------------------------------- | ----------------------------------- | ----------------------------------- | ----------------------------------- | ----------------------------------- | ----------------------------------- | ----------------------------------- | ----------------------------------- | ----------------------------------- |
| 1985                                | не кваліфікувалася                  | не кваліфікувалася                  | не кваліфікувалася                  | не кваліфікувалася                  | не кваліфікувалася                  | не кваліфікувалася                  | не кваліфікувалася                  | не кваліфікувалася                  |
| 1987                                | не брала участі                     | не брала участі                     | не брала участі                     | не брала участі                     | не брала участі                     | не брала участі                     | не брала участі                     | не брала участі                     |
| 1989                                | не брала участі                     | не брала участі                     | не брала участі                     | не брала участі                     | не брала участі                     | не брала участі                     | не брала участі                     | не брала участі                     |
| 1991                                | не кваліфікувалася                  | не кваліфікувалася                  | не кваліфікувалася                  | не кваліфікувалася                  | не кваліфікувалася                  | не кваліфікувалася                  | не кваліфікувалася                  | не кваліфікувалася                  |
| 1993                                | не брала участі                     | не брала участі                     | не брала участі                     | не брала участі                     | не брала участі                     | не брала участі                     | не брала участі                     | не брала участі                     |
| 1995                                | не брала участі                     | не брала участі                     | не брала участі                     | не брала участі                     | не брала участі                     | не брала участі                     | не брала участі                     | не брала участі                     |
| 1997                                | не кваліфікувалася                  | не кваліфікувалася                  | не кваліфікувалася                  | не кваліфікувалася                  | не кваліфікувалася                  | не кваліфікувалася                  | не кваліфікувалася                  | не кваліфікувалася                  |
| 1999                                | не кваліфікувалася                  | не кваліфікувалася                  | не кваліфікувалася                  | не кваліфікувалася                  | не кваліфікувалася                  | не кваліфікувалася                  | не кваліфікувалася                  | не кваліфікувалася                  |
| 2001                                | не кваліфікувалася                  | не кваліфікувалася                  | не кваліфікувалася                  | не кваліфікувалася                  | не кваліфікувалася                  | не кваліфікувалася                  | не кваліфікувалася                  | не кваліфікувалася                  |
| 2003                                | не кваліфікувалася                  | не кваліфікувалася                  | не кваліфікувалася                  | не кваліфікувалася                  | не кваліфікувалася                  | не кваліфікувалася                  | не кваліфікувалася                  | не кваліфікувалася                  |
| 2005                                | не кваліфікувалася                  | не кваліфікувалася                  | не кваліфікувалася                  | не кваліфікувалася                  | не кваліфікувалася                  | не кваліфікувалася                  | не кваліфікувалася                  | не кваліфікувалася                  |
| 2007                                | груповий етап                       | 21-е                                | 3                                   | 0                                   | 1                                   | 2                                   | 3                                   | 8                                   |
| 2009                                | не кваліфікувалася                  | не кваліфікувалася                  | не кваліфікувалася                  | не кваліфікувалася                  | не кваліфікувалася                  | не кваліфікувалася                  | не кваліфікувалася                  | не кваліфікувалася                  |
| 2011                                | не кваліфікувалася                  | не кваліфікувалася                  | не кваліфікувалася                  | не кваліфікувалася                  | не кваліфікувалася                  | не кваліфікувалася                  | не кваліфікувалася                  | не кваліфікувалася                  |
| 2013                                | не кваліфікувалася                  | не кваліфікувалася                  | не кваліфікувалася                  | не кваліфікувалася                  | не кваліфікувалася                  | не кваліфікувалася                  | не кваліфікувалася                  | не кваліфікувалася                  |
| 2015                                | не кваліфікувалася                  | не кваліфікувалася                  | не кваліфікувалася                  | не кваліфікувалася                  | не кваліфікувалася                  | не кваліфікувалася                  | не кваліфікувалася                  | не кваліфікувалася                  |
| 2017                                | не кваліфікувалася                  | не кваліфікувалася                  | не кваліфікувалася                  | не кваліфікувалася                  | не кваліфікувалася                  | не кваліфікувалася                  | не кваліфікувалася                  | не кваліфікувалася                  |
| 2019                                | груповий етап                       | 21-е                                | 3                                   | 0                                   | 0                                   | 3                                   | 3                                   | 8                                   |
| 2021                                | не визначено                        | не визначено                        | не визначено                        | не визначено                        | не визначено                        | не визначено                        | не визначено                        | не визначено                        |
| Усього                              | Груповий етап                       | 2/19                                | 6                                   | 0                                   | 1                                   | 5                                   | 6                                   | 14                                  |

### Юнацький чемпіонат КОНКАКАФ (U-17)
| Юнацький чемпіонат КОНКАКАФ (U-17) | Юнацький чемпіонат КОНКАКАФ (U-17) | Юнацький чемпіонат КОНКАКАФ (U-17) | Юнацький чемпіонат КОНКАКАФ (U-17) | Юнацький чемпіонат КОНКАКАФ (U-17) | Юнацький чемпіонат КОНКАКАФ (U-17) | Юнацький чемпіонат КОНКАКАФ (U-17) | Юнацький чемпіонат КОНКАКАФ (U-17) | Юнацький чемпіонат КОНКАКАФ (U-17) | Юнацький чемпіонат КОНКАКАФ (U-17) |
| Рік                                | Раунд                              | Місце                              | І                                  | В                                  | Н                                  | П                                  | Г+                                 | Г-                                 |                                    |
| ---------------------------------- | ---------------------------------- | ---------------------------------- | ---------------------------------- | ---------------------------------- | ---------------------------------- | ---------------------------------- | ---------------------------------- | ---------------------------------- | ---------------------------------- |
| 1983                               | не кваліфікувалася                 | не кваліфікувалася                 | не кваліфікувалася                 | не кваліфікувалася                 | не кваліфікувалася                 | не кваліфікувалася                 | не кваліфікувалася                 | не кваліфікувалася                 |                                    |
| 1985                               | не кваліфікувалася                 | не кваліфікувалася                 | не кваліфікувалася                 | не кваліфікувалася                 | не кваліфікувалася                 | не кваліфікувалася                 | не кваліфікувалася                 | не кваліфікувалася                 |                                    |
| 1987                               | не брала участі                    | не брала участі                    | не брала участі                    | не брала участі                    | не брала участі                    | не брала участі                    | не брала участі                    | не брала участі                    |                                    |
| 1988                               | не брала участі                    | не брала участі                    | не брала участі                    | не брала участі                    | не брала участі                    | не брала участі                    | не брала участі                    | не брала участі                    |                                    |
| 1991                               | не кваліфікувалася                 | не кваліфікувалася                 | не кваліфікувалася                 | не кваліфікувалася                 | не кваліфікувалася                 | не кваліфікувалася                 | не кваліфікувалася                 | не кваліфікувалася                 |                                    |
| 1992                               | не кваліфікувалася                 | не кваліфікувалася                 | не кваліфікувалася                 | не кваліфікувалася                 | не кваліфікувалася                 | не кваліфікувалася                 | не кваліфікувалася                 | не кваліфікувалася                 |                                    |
| 1994                               | не кваліфікувалася                 | не кваліфікувалася                 | не кваліфікувалася                 | не кваліфікувалася                 | не кваліфікувалася                 | не кваліфікувалася                 | не кваліфікувалася                 | не кваліфікувалася                 |                                    |
| 1996                               | не кваліфікувалася                 | не кваліфікувалася                 | не кваліфікувалася                 | не кваліфікувалася                 | не кваліфікувалася                 | не кваліфікувалася                 | не кваліфікувалася                 | не кваліфікувалася                 |                                    |
| 1999                               | не кваліфікувалася                 | не кваліфікувалася                 | не кваліфікувалася                 | не кваліфікувалася                 | не кваліфікувалася                 | не кваліфікувалася                 | не кваліфікувалася                 | не кваліфікувалася                 |                                    |
| 2001                               | груповий етап                      | 6-е                                | 3                                  | 1                                  | 0                                  | 2                                  | 2                                  | 9                                  |                                    |
| 2003                               | не кваліфікувалася                 | не кваліфікувалася                 | не кваліфікувалася                 | не кваліфікувалася                 | не кваліфікувалася                 | не кваліфікувалася                 | не кваліфікувалася                 | не кваліфікувалася                 |                                    |
| 2005                               | груповий етап                      | 8-е                                | 3                                  | 0                                  | 1                                  | 2                                  | 1                                  | 8                                  |                                    |
| 2007                               | Груповий етап                      | 4-е                                | 3                                  | 1                                  | 2                                  | 0                                  | 4                                  | 1                                  |                                    |
| 2009                               | не кваліфікувалася; скасований     | не кваліфікувалася; скасований     | не кваліфікувалася; скасований     | не кваліфікувалася; скасований     | не кваліфікувалася; скасований     | не кваліфікувалася; скасований     | не кваліфікувалася; скасований     | не кваліфікувалася; скасований     |                                    |
| 2011                               | груповий етап                      | 11-е                               | 2                                  | 0                                  | 0                                  | 2                                  | 1                                  | 6                                  |                                    |
| 2013                               | груповий етап                      | 11-е                               | 2                                  | 0                                  | 0                                  | 2                                  | 1                                  | 6                                  |                                    |
| 2015                               | груповий етап                      | 10-е                               | 5                                  | 1                                  | 0                                  | 4                                  | 6                                  | 17                                 |                                    |
| 2017                               | груповий етап                      | 10-е                               | 3                                  | 0                                  | 1                                  | 2                                  | 1                                  | 4                                  |                                    |
| 2019                               | півфінали                          | 3-є                                | 6                                  | 4                                  | 1                                  | 1                                  | 15                                 | 3                                  |                                    |
| Усього                             | півфінали                          | 8/19                               | 27                                 | 8                                  | 5                                  | 15                                 | 31                                 | 54                                 |                                    |

## Титули і досягнення
- Юнацький чемпіонат КОНКАКАФ (U-17)
  - третє місце (1): 2019
  - четверте місце (1): 2007